# Tazza: The Hidden Card
Série Tazza
Tazza: The High Rollers
(2006) Tazza: One Eyed Jack
(2019)
Pour plus de détails, voir Fiche technique et Distribution.
Tazza: The Hidden Card (hangeul : 타짜: 신의 손 ; RR : Tajja: Sineui Son) est une comédie sud-coréenne réalisée par Kang Hyeong-cheol et sortie en 2014. C'est l'adaptation du manhwa éponyme de Kim Se-yeong.
C'est le deuxième volet de la trilogie des Tazza après Tazza: The High Rollers (2014) et avant Tazza: One Eyed Jack (2019).

## Synopsis
Ham Dae-gil (Choi Seung-hyeon), le neveu de Kim Goni, entre dans le monde clandestin du jeu de Séoul.

## Fiche technique
- Titre original : 타짜: 신의 손
- Titre international : Tazza: The Hidden Card
- Réalisation : Kang Hyeong-cheol
- Scénario : Jo Sang-beom
- Photographie : Kim Tae-gyeong
- Montage : Nam Na-yeong
- Musique : Kim Jeon-seok
- Production : Lee Anna
- Société de production : Sidus Pictures (en), Lotte Cultureworks et Annapurna Pictures
- Société de distribution : Lotte Cultureworks (Corée du Sud) et CJ Entertainment (International)
- Pays d’origine :  Corée du Sud
- Langue originale : coréen
- Format : couleur
- Genres : comédie
- Durée : 147 minutes
- Date de sortie :
  -  Corée du Sud : 3 septembre 2014
  -  Hong Kong : 2 octobre 2014
  -  Japon : 23 janvier 2015

## Distribution
- Choi Seung-hyeon : Ham Dae-gil
  - Jung Yun-seok : Dae-gil (jeune)
- Shin Se-kyeong : Heo Mi-na
- Kwak Do-won : Jang Dong-sik
- Lee Hanee : le président Woo
- Yoo Hae-jin : Ko Gwang-ryeol
- Kim Yoon-seok : Agui
- Lee Geung-young : Kko-jang
- Kim In-kwon (en) : Heo Gwang-chul, le grand frère de Mi-na
- Oh Jung-se : le directeur Seo
- Park Hyo-joo (en) : Petite Madame

## Production
En raison du succès au box-office de Tazza: The High Rollers (2006) de Choi Dong-hoon (avec 5,6 millions de spectateurs), la société de production Sidus Pictures (en) annonce une suite avec Jang Joon-hwan comme réalisateur/scénariste et une sortie prévue pour fin 2008. Mais la pré-production s'arrête et Jang se retire du projet.
Les spéculations sur une suite continuent, étant donné que la série de bande-dessinée Tajja, sur laquelle s'est basé le premier film, compte quatre volumes, chacun avec des personnages et des histoires entièrement différentes. Tazza 2 est basé sur le second volume Tazza: La Main de Dieu.
En 2012, Kang Hyeong-cheol signe pour réaliser la suite, et la distribution est finalisée fin 2013, avec Choi Seung-hyeon dans le premier rôle, le neveu de Goni, le protagoniste de Tazza: The High Rollers.
Le tournage commence le 2 janvier 2014 dans une salle de billard à Cheongnyangni-dong (en), Seoul.

## Prix et nominations
| Années | Prix                                      | Catégorie                             | Récipiendaire          | Issue      |
| ------ | ----------------------------------------- | ------------------------------------- | ---------------------- | ---------- |
| 2014   | 51e cérémonie des Grand Bell Awards       | Meilleur réalisateur                  | Kang Hyeong-cheol      | Nomination |
| 2014   | 51e cérémonie des Grand Bell Awards       | Meilleure nouvelle actrice            | Lee Hanee              | Nomination |
| 2014   | 51e cérémonie des Grand Bell Awards       | Meilleure musique                     | Kim Jun-seok           | Nomination |
| 2014   | 35e cérémonie des Blue Dragon Film Awards | Meilleure actrice dans un second rôle | Lee Hanee              | Nomination |
| 2014   | 35e cérémonie des Blue Dragon Film Awards | Meilleur montage                      | Nam Na-yeong           | Nomination |
| 2014   | 35e cérémonie des Blue Dragon Film Awards | Meilleure musique                     | Kim Jun-seok           | Nomination |
| 2014   | 35e cérémonie des Blue Dragon Film Awards | Prix de la vedette populaire          | Shin Se-kyeong         | Lauréat    |
| 2015   | 51e cérémonie des Baeksang Arts Awards    | Meilleure nouvelle actrice            | Lee Hanee              | Nomination |
| 2016   | 4e cérémonie des DramaFever (en) Awards   | Meilleur long métrage                 | Tazza: The Hidden Card | Lauréat    |